# ایوار استوکولکین
ایوار استوکولکین (انگلیسی: Ivar Stukolkin؛ زادهٔ ۱۳ اوت ۱۹۶۰) شناگر اهل شوروی با تبار استونیایی بود.
وی در مسابقات کشوری و بین‌المللی در مجموع برندهٔ ۱ مدال طلا، ۱ مدال نقره، ۱ مدال برنز شده‌است.